# Периферійна толерантність
Периферійна толерантність — друга гілка імунологічної толерантності після центральної толерантності. Вона має місце на імунній периферії (після виходу Т- і В-клітин із первинних лімфоїдних органів). Її головна мета — гарантувати, що самореактивні Т- і В-клітини, які уникли центральної толерантності, не викликають аутоімунних захворювань.
Антиген-специфічні механізми периферійної толерантності включають пряму інактивацію ефекторних Т-клітин шляхом клональної делеції, перетворення в регуляторні Т-клітини (Tregs) або індукції анергії. Tregs, які також утворюються під час розвитку Т-клітин тимуса, додатково пригнічують ефекторні функції звичайних лімфоцитів на периферії. Залежність конкретного антигена від центральної або периферійної толерантності визначається його вмістом в організмі. Периферійна толерантність В-клітин вивчена набагато менше і значною мірою опосередкована залежністю В-клітин від допомоги Т-клітин.

## Ігнорування
Імунна система може ігнорувати антигени, які, як правило, присутні у невеликих кількостях без будь-яких додаткових механізмів, оскільки Т-клітини повинні бути активовані до своєї міграції в нелімфоїдні тканини. У так званих імунопривілейованих органах розвинулися спеціалізовані механізми, що забезпечують ігнорування імунною системою.

### Імунопривілейовані органи
Потенційно аутореактивні Т-клітини не активуються в імунопривілейованих ділянках, де антигени експресуються в зонах без імунологічного контролю. Це може статися, наприклад, у яєчках. Анатомічні бар'єри можуть відокремлювати лімфоцити від антигена, наприклад, у центральній нервовій системі (гематоенцефалічний бар'єр). Наївні Т-клітини присутні у невеликій кількості в периферичній тканині, але в основному залишаються в кровоносній системі та в лімфоїдній тканині.
Деякі антигени мають занадто низьку концентрацію, щоб викликати імунну відповідь — підпорогова стимуляція призведе до апоптозу Т-клітини.
До імунопривелійованих органів належать передня камера ока, яєчко, плацента і плід, а також центральна нервова система. Ці ділянки захищені декількома механізмами: експресія Fas-ліганду зв'язує Fas на лімфоцитах, що індукує апоптоз, протизапальні цитокіни (включаючи TGF-бета та інтерлейкін 10) і кров'яно-тканинний (гісто-гематичний) бар'єр із щільними контактами між ендотеліальними клітинами.
У плаценті індолеамін-2,3-діоксигеназа (IDO) розщеплює триптофан, створюючи мікросередовище «триптофанової пустелі», яке пригнічує проліферацію лімфоцитів.

## Антигеноспецифічні механізми
Хоча більшість аутореактивних Т-клітинних клонів видаляється в тимусі за допомогою механізмів центральної толерантності, низькоафінні самореактивні Т-клітини постійно виходять на імунну периферію. Тому існують додаткові механізми для видалення аутореактивних Т-клітин з репертуару імунних клітин на периферії.

### Клональна делеція та перетворення Treg
Дендритні клітини (ДК) є основною популяцією клітин, що відповідають за ініціацію адаптивної імунної відповіді. Однак незрілі ДК здатні викликати толерантність як CD4+-, так і CD8+Т-клітин. Ці незрілі ДК отримують антиген з периферичних тканин (шляхом ендоцитозу залишків апоптованих клітин) і представляють його наївним Т-клітинам у вторинних лімфоїдних органах. Якщо Т-клітина розпізнає антиген, вона або видаляється, або перетворюється в Treg. BTLA+-ДК були ідентифіковані як спеціалізована популяція антигенпрезентувальних клітин (АПК), відповідальних за перетворення Treg. Тим не менш, після дозрівання (наприклад, під час інфекції) ДК значною мірою втрачають свої толерогенні здібності.
Крім ДК, були ідентифіковані додаткові популяції клітин, які здатні індукувати антигеноспецифічну толерантність Т-клітин. В основному це представники стромальних клітин лімфатичних вузлів (LNSC). LNSC, як правило, поділяються на кілька субпопуляцій на основі експресії поверхневих маркерів gp38 (PDPN) і CD31. Серед них було показано, що лише фібробластні ретикулярні клітини та стромальні клітини лімфатичних вузлів відіграють роль у периферичній толерантності. Обидві ці популяції здатні індукувати толерантність CD8+Т-клітин шляхом презентації ендогенних антигенів на молекулах MHCI і навіть толерантність CD4+T-клітин шляхом презентації комплексів пептид-MHCII, які вони отримали від DC.

### Супресія
Іншим механізмом, який захищає організм від аутоімунних реакцій, є супресія аутореактивних ефекторних Т-клітин за допомогою Tregs. Tregs можуть з'являтися або в тимусі під час негативного відбору, або на імунній периферії за допомогою механізмів, описаних вище. Ті, що утворюються в тимусі, називаються природними (натуральними) Tregs (nTregs), а ті, що утворюються на периферії, називаються індукованими Tregs (iTregs). Незалежно від їх походження, присутні Tregs використовують кілька різних механізмів для супресії аутоімунних реакцій. До них відноситься видалення IL-2 з навколишнього середовища і секреція толерогенних цитокінів IL-10 і TGF-β.

### Індукована анергія
Т-клітини можуть стати такими, що не реагують на презентовані антигени, якщо Т-клітина поєднується з молекулою MHC на АПК (сигнал 1) без участі костимулюючих молекул (сигнал 2). Рівень костимулюючих молекул підвищується цитокінами (сигнал 3) під час гострого запалення. Без прозапальних цитокінів костимулюючі молекули не експресуватимуться на поверхні АПК, і тому при взаємодії МНС-TCR між Т-клітиною та АПК виникає анергія.

## Розділення толерантності
Оскільки багато шляхів імунітету взаємозалежні, всі вони не потребують формування толерантності. Наприклад, толеризовані Т-клітини не активують аутореактивні В-клітини. Без цієї допомоги Т-хелперів В-клітини не будуть активовані.